# Lac Hidden (comté de Mariposa)
Pour les articles homonymes, voir Lac Hidden.
Le lac Hidden (en anglais : Hidden Lake) est un lac américain dans le comté de Mariposa, en Californie. Il est situé à 2 559 mètres d'altitude au sein de la Yosemite Wilderness, dans le parc national de Yosemite.